# Sapahi (Dhanusa)
Sapahi (nep. सपही) – gaun wikas samiti w środkowej części Nepalu w strefie Dźanakpur w dystrykcie Dhanusa. Według nepalskiego spisu powszechnego z 2011 roku liczył on 1512 gospodarstw domowych i 9017 mieszkańców (4328 kobiet i 4689 mężczyzn).